# Palmer Woods
El distrito histórico de Palmer Woods es un distrito histórico residencial delimitado por Seven Mile Road, Woodward Avenue y Strathcona Drive en la ciudad de Detroit, la más importante del estado de Míchigan (Estados Unidos). Hay unas 295 casas en 1 km², que se encuentra entre la ciudad de Highland Park en el condado de Wayne y la ciudad de Ferndale en el condado de Oakland. Fue incluido en el Registro Nacional de Lugares Históricos en 1983.
A partir de 2015, muchos de los profesionales más ricos de la ciudad de Detroit viven en Palmer Woods. El distrito tiene 1 km² de tamaño.

## Historia
El distrito histórico de Palmer Woods lleva el nombre de Thomas W. Palmer, un detroitino del siglo XIX y senador de los Estados Unidos. Su propiedad incluía terrenos a ambos lados de la Avenida Woodward, que se extendía desde Six Mile Road hasta Eight Mile Road. Durante su vida, Palmer donó parte de su terreno a la ciudad de Detroit para establecer Palmer Park, y le dio terrenos adicionales al estado de Míchigan para construir el recinto ferial estatal.
Palmer murió en 1913; dos años más tarde, el desarrollador inmobiliario de Detroit Charles W. Burton compró la sección de la propiedad de Palmer que ahora abarca el distrito histórico de Palmer Woods. Burton imaginó un vecindario exclusivo para los ciudadanos más ricos de Detroit, con espacio para casas espaciosas y elegantes. Contrató al arquitecto paisajista Ossian Cole Simonds para diseñar el diseño del desarrollo. Cole diseñó una subdivisión con calles suavemente curvas, capitalizando la belleza natural del área y creando una atmósfera similar a un parque en el vecindario. Los bordillos son inexistentes, lo que minimiza la transición de la calle al césped y desalienta el tráfico de peatones, y cada lote en el vecindario tenía una forma única.
Muchas casas de estilo neocolonial británico y neotudor se construyeron entre 1917 y 1929. El vecindario recibió el Premio al Mérito de la Sociedad de Horticultura de Míchiganen 1938 por ser la subdivisión más fina de Míchigan. Después de la Segunda Guerra Mundial, se construyeron mansiones adicionales.
En 2007 y 2008, había alrededor de 24 propiedades residenciales que estaban desocupadas. Para 2011, la comunidad estableció su propio servicio de seguridad privada. Para 2014, los precios de la vivienda, que anteriormente habían bajado, comenzaron a repuntar.

## Demografía
A partir de 2020, Palmer Woods es el vecindario más rico de Detroit y el área de mayoría negra más rica de Míchigan, según el ingreso familiar promedio. A partir de 2020, el vecindario tenía un ingreso familiar promedio de 155 917 dólares. Étnicamente, Palmer Woods es 74,8 % afroamericano, 17,1 % europeo americano y 6,2 % hispano.

## Arquitectura

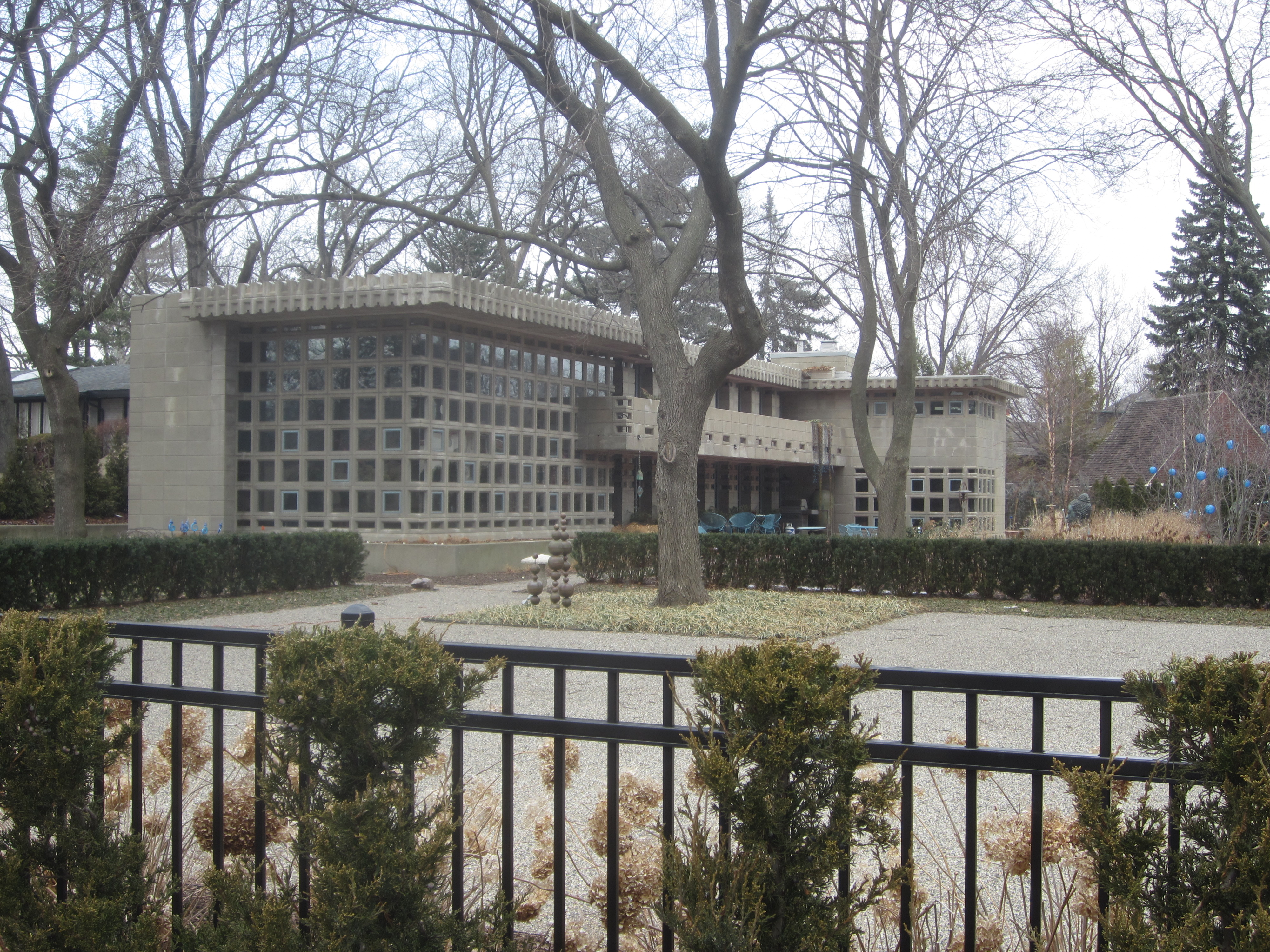
Casa Dorothy H. Turkel, diseñada por Frank Lloyd Wright.

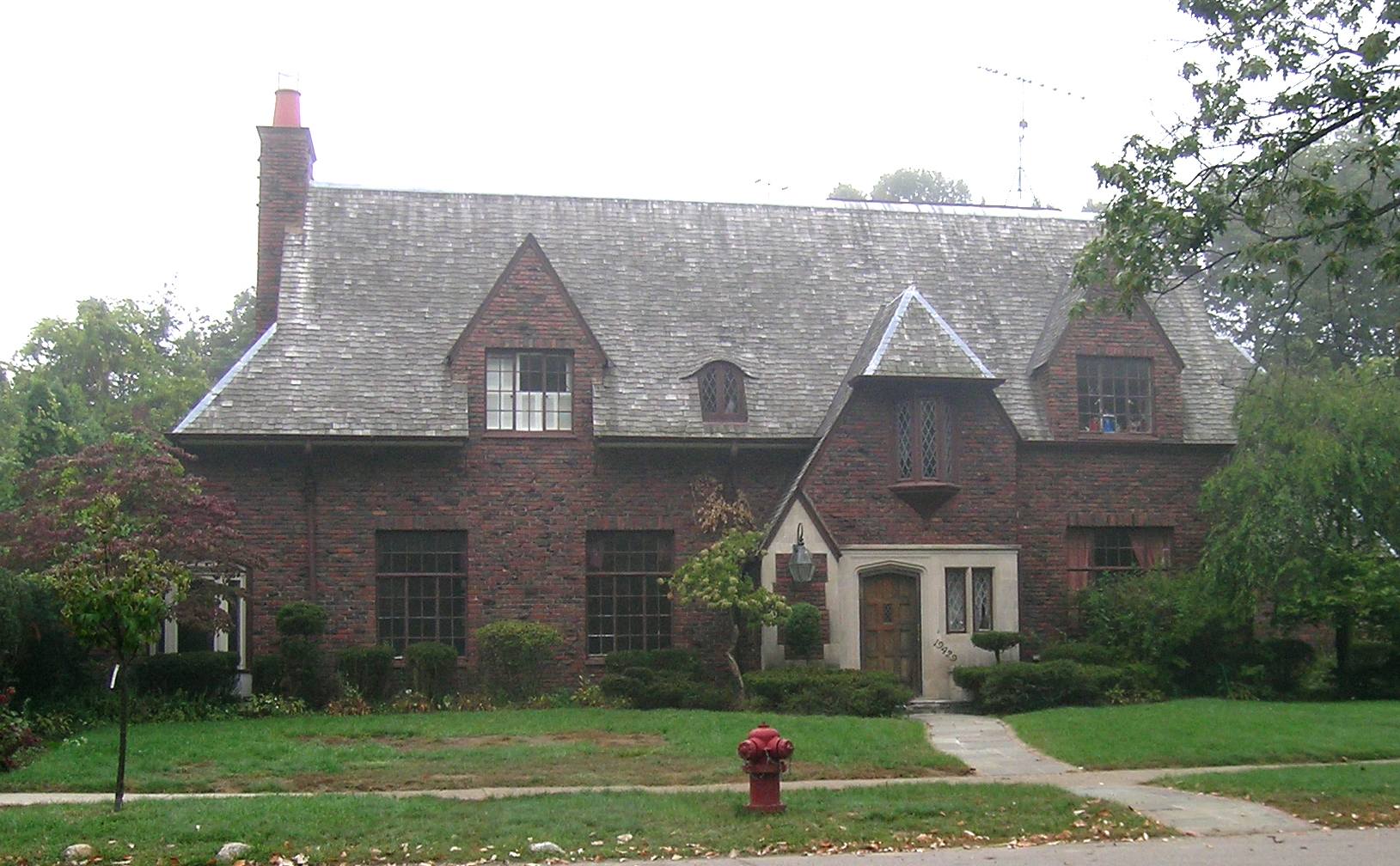
Casa de estilo Shingle en Palmer Woods

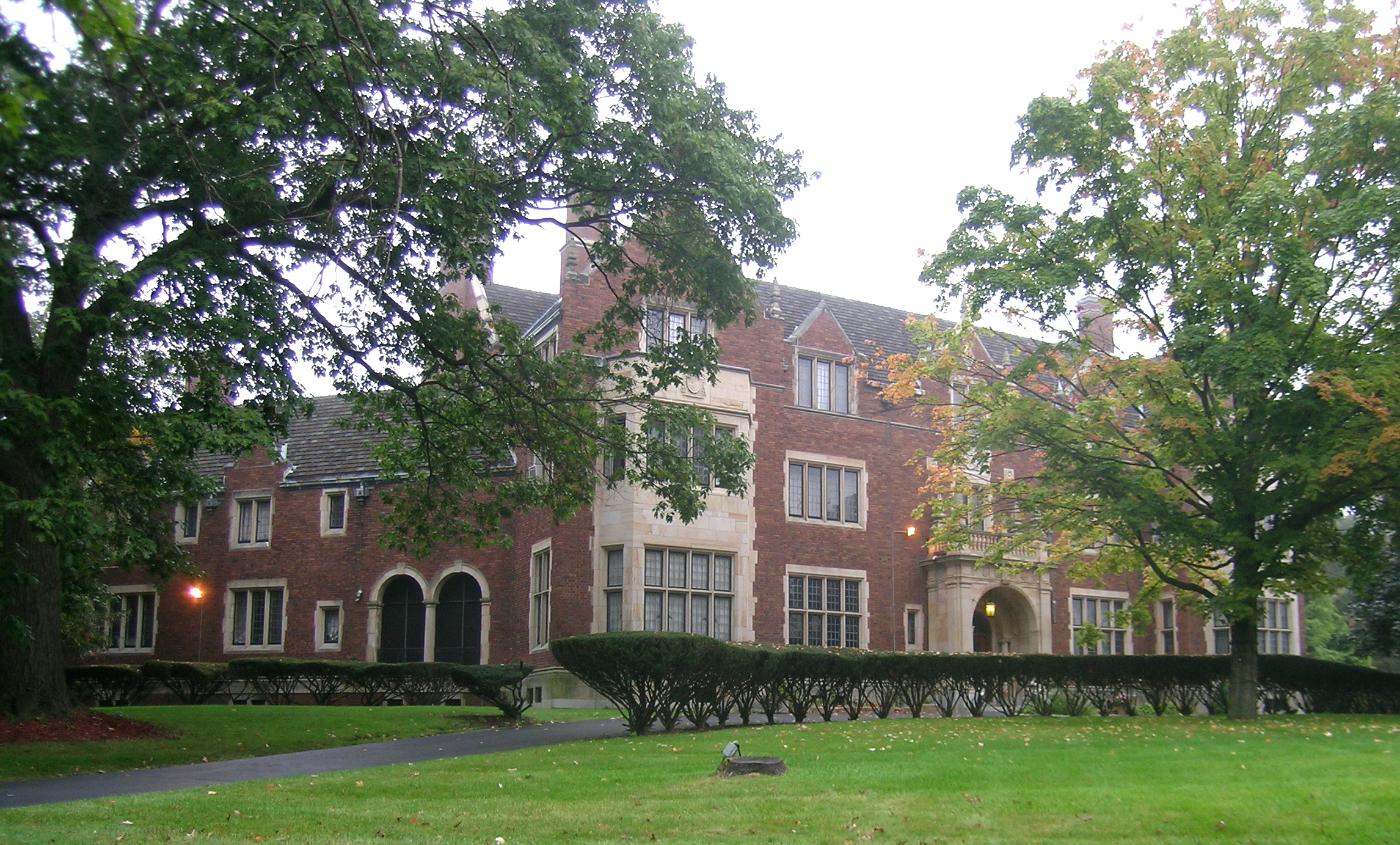
McGinnis y Walsh diseñaron esta mansión neotudor (1925)

Palmer Woods es conocido por sus calles bordeadas de olmos con grandes casas de ladrillo y piedra en la arquitectura neotudor, apartadas de la calle detrás de un césped ininterrumpido contiguo. Los lotes son grandes, con un amplio espacio para árboles, equipo de juego y una buena extensión de césped. Puede haber escudos de armas, vitrales de colores y otras características (como ascensores) en algunas de las casas. Varias propiedades cuentan con más de una estructura, como una casa y una casa de huéspedes, o cuartos de servicio. Las calles se curvan suavemente a través del vecindario boscoso.
Palmer Woods tiene su propio servicio de seguridad y una activa asociación voluntaria de vecinos. Hogar de médicos, políticos, empresarios, artistas, ejecutivos y sus familias, el vecindario de Palmer Woods ha atraído a algunos de los ciudadanos más destacados de Detroit. El propio Charles W. Burton hizo su hogar en el vecindario.
Dos de los siete Fisher Brothers (propietarios de Fisher Body), Alfred y William, también vivían en el vecindario. La antigua casa de William Fisher, en 1791 Wellesley Drive, tiene 3252 m², uno de los más grandes de Detroit. La antigua mansión de Alfred J. Fisher se encuentra en 1771 Balmoral Drive. John H. Kunsky, el fundador de los teatros United Artists, también vivía en la zona.
Casi todas las casas en Palmer Woods tienen características arquitectónicas únicas, pero algunas son particularmente importantes. En el extremo sur del distrito se encuentra la Casa Dorothy H. Turkel, la única en Detroit diseñada por Frank Lloyd Wright. C. Howard Crane, el destacado arquitecto teatral, diseñó la casa de John H. Kunsky, incorporando muchos elementos teatrales en el diseño. Minoru Yamasaki y Leonard B. Willeke también diseñaron casas en el distrito.
Probablemente la casa más importante del distrito es la residencia Bishop Gallagher de 62 habitaciones en 19366 Lucerne Drive (también conocida como 1880 Wellesley Drive). La mansión fue construida en 1925 para los hermanos Fisher, quienes contrataron a la firma de Boston McGinnis y Walsh, especialistas en arquitectura eclesiástica, para diseñar la estructura Neotudor Al finalizar, los hermanos Fisher entregaron la propiedad al obispo católico Michael Gallagher, de la Arquidiócesis de Detroit. Los 3716 m² casa es la más grande dentro de la ciudad de Detroit.
El edificio de ladrillo de dos pisos consta de una gran estructura central flanqueada por alas diagonales. Hay numerosos vanos exteriores, cada uno rematado con un parapeto rematado con mampostería y un remate. Los temas religiosos están incluidos en toda la casa, tanto en el exterior como en el interior. En el exterior, medallones, escudos y crestas están incrustados en el ladrillo, y se destaca una estatua de cobre del Arcángel Miguel derrotando a Satanás. El interior está acabado con roble, piedra y mampostería. La residencia tuvo, en un momento, la colección más grande de baldosas de cerámica vidriada Pewabic en Míchigan.
El obispo Gallagher vivió en esta casa hasta su muerte en 1937. Los arzobispos posteriores de Detroit (los cardenales Edward Mooney y John Dearden) también vivieron en la casa. Tras la muerte del cardenal Dearden en 1988, la arquidiócesis vendió la mansión en 1989 a John Salley de los Detroit Pistons.
En 1995, Salley vendió la propiedad al obispo Wayne T. Jackson de Great Faith Ministries International, quien la utilizó como hogar y oficinas para su ministerio. En 2017, Jackson vendió la mansión por más de 2,5 millones de dólares a un desarrollador inmobiliario de California que colecciona casas históricas.
Forbidden Fruits (2006), película producida por Marc Cayce, fue filmada dentro de la residencia Bishop Gallagher.

## Escuelas
Palmer Woods se encuentra dentro del distrito de las Escuelas Públicas de Detroit. Los residentes están divididos en zonas para la Academia Preparatoria Palmer Park, anteriormente la Escuela Barbara Jordan para la escuela primaria y secundaria. Todos los residentes están divididos en zonas para Mumford High School. Palmer Park es operado por maestros y no por un administrador principal.

## Residentes notables
- Mike Duggan[1]
- Mitt Romney (residió en la comunidad hasta los cinco años)[18]